# 规则致密结缔组织
规则致密结缔组织（Dense regular connective tissue，简称DRCT）为人体各组织提供了连接。其纤维大量密集顺应力方向成束平行排列，腱细胞胞体伸出薄翼状突起深入纤维束之间。

## 组成的结构
- 肌腱中可见该组织，[2]起到链接骨骼和肌肉，由规则纵列的胶原纤维受力。
- 韧带与骨骼连接，其结构与上述肌腱情形类似。
- 腱膜是一层平而宽的腱细胞，用来链接肌肉和肌肉所作用的身体部位（骨骼或者肌肉等）。

## 功能
该组织有极大拉伸能力，单方向受力耐性较强；然而其供血能力较弱，因此受伤后恢复较慢。（不能拉伸的特性，使其可以起到能固定骨骼和肌肉的结构的作用）